# Phytelephas macrocarpa

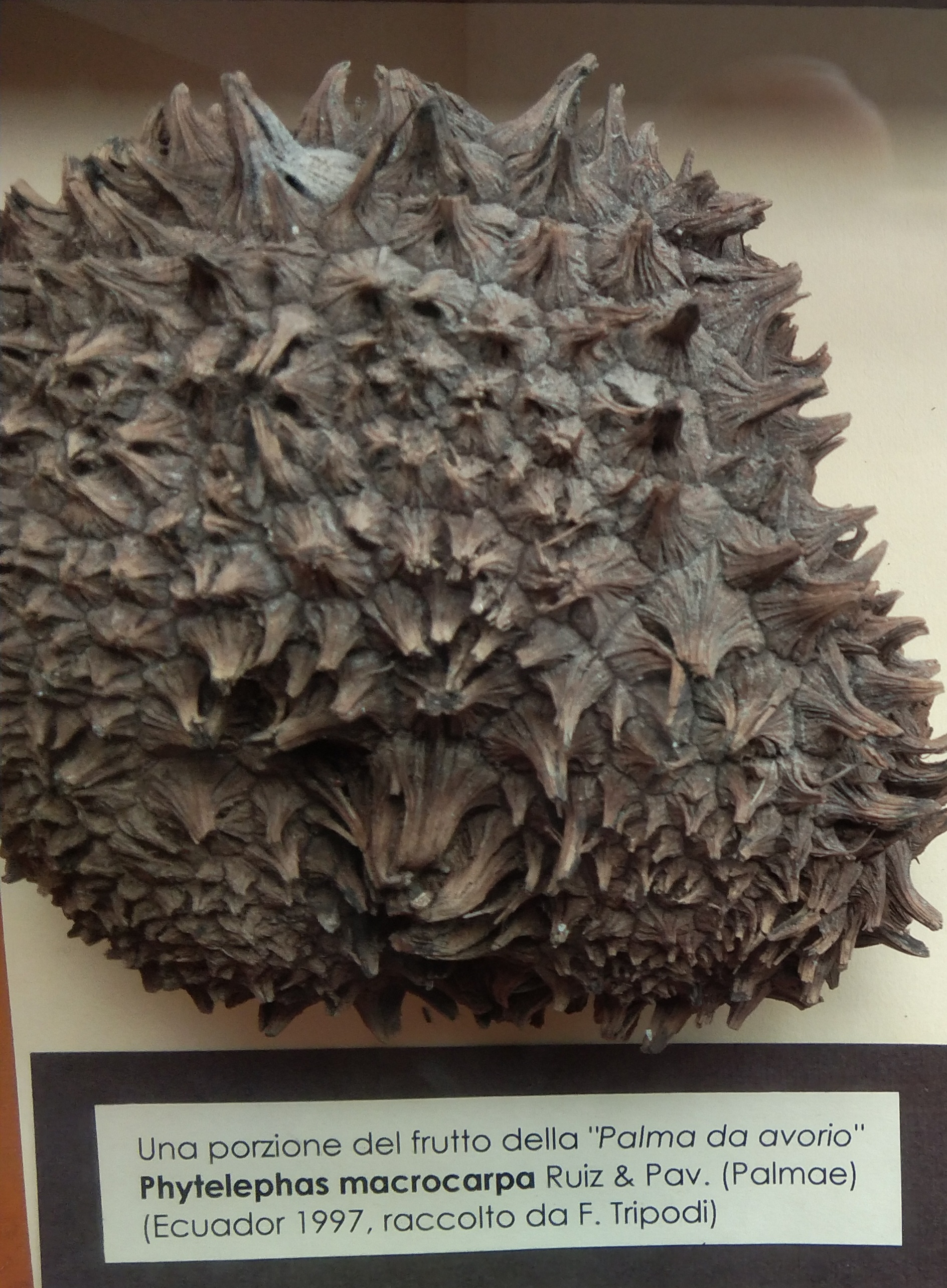
Parte del frutto di Phytelephas macrocarpa

Phytelephas macrocarpa Ruiz & Pav. è una pianta della famiglia delle Arecacee (o Palme). 
Il nome del genere deriva dal greco phyton = pianta ed elephas = elefante, mentre l'epiteto specifico fa riferimento alle notevoli dimensioni dei frutti, più grandi rispetto alle altre specie del genere.

## Usi
Produce grossi semi duri e bianchi, di cui si utilizza l'endosperma, comunemente chiamato avorio vegetale.
Da quando la caccia agli elefanti è stata bandita, l'avorio vegetale è divenuto uno dei succedanei più utilizzati per la realizzazione di oggetti in avorio a basso costo.